# Дехтерёв, Владимир Гаврилович
Владимир Гаврилович Дехтерёв (1853(1854) — 27 апреля (10 мая) 1903) — российский психиатр и общественный деятель; гласный Санкт-Петербургской городской думы, член различных комиссий и ряда научных обществ и общественных организаций. Доктор медицины, статский советник.

## Биография
Владимир Дехтерёв происходил из донских казаков. Окончив курс в Николаевском инженерном училище, служил офицером в Русской императорской армии, но, неудовлетворенный военной карьерой, поступил в Императорскую военно-медицинскую академию. К этому периоду относится сотрудничество В. Г. Дехтерёва с литературным журналом «Отечественные записки», где он поместил много публицистических статей и стихотворений.
По окончании курса в Академии занял должность ординатора при клинике профессора И. П. Мержеевского. Часто бывал за границей; изучал гипнотизм под руководством французского психиатра Жана Мартена Шарко.
Позднее Дехтерёв занял («с большой пользой для слушательниц») должность ординатора в Женском медицинском институте. Его научный труд «Hemiatrophia Facialis incompleta» часто цитировался в медицинской литературе конца XIX века.
В 1893 году Владимир Гаврилович Дехтерёв был избран гласным Санкт-Петербургской городской думы; состоял также членом больничной комиссии и гласным Санкт-Петербургского губернского земского собрания.
Общество психиатров, общество душевнобольных, общество охранения народного здравия, общество защиты детей всегда имели в нём горячего защитника своих интересов.
Был похоронен в Александро-Невской лавре на Никольском кладбище; могила не обозначена.
Был женат на пианистке и музыкальной писательнице Софье Цезаревне Кавос (1862–1938), дочери архитектора Ц. А. Кавоса.